# Eduardo Escrig Reverter
Eduardo Escrig Reverter (Castelló de la Plana, 22 de juny de 1945) és un polític valencià, diputat a les Corts Valencianes en la III Legislatura.
Membre del Partit Popular, a les eleccions municipals espanyoles de 1987 fou escollit regidor de l'ajuntament de Vila-real i diputat de la diputació de Castelló. També fou elegit diputat a les eleccions a les Corts Valencianes de 1991. De 1991 a 1995 fou secretari de la Comissió de Governació i Administració Local de les Corts Valencianes.